# Steyr ACR
Steyr ACR — прототип штурмової гвинтівки, яка могла стріляти флешеттами. Гвинтівку розробили для армії США за програмою Передова штурмова гвинтівка (англ. Advanced Combat Rifle — ACR) в 1989—1990 роках. Хоча конструкція Steyr довела свою ефективність, як і більшість представленої зброї, програма ACR закінчилася нічим оскільки жодна гвинтівка не змогла перевищити на 100% гвинтівку M16A2, яка була основою для зброї ACR.

## Конструкція
Steyr ACR була дещо схожа з Steyr AUG, хоча і була більш круглою, а ствол був майже повністю закритий, на відміну від AUG, де більша частина стволу була відкрита. Як і AUG конструкція ACR мала схему булпап з магазином на 24 набої, який розташовувався поряд з прикладом. Пістолетне руків'я було "відокремлено" від магазина і розташовувалося під прицілом. Стандартом йшов оптичний приціл.
Штайр розробив унікальну систему циклічної подачі боєприпасів: замість того щоб досилати набій вперед в камору і утримувати його на місці закритим затвором, вся камора рухалася вертикально по всій довжині набою. Після пострілу гази "штовхали" камору вертикально вниз, де в камору позаду досилався новий набій, виштовхуючи порожню гільзу у вікно екстрактора перед магазином. Потім пружини досилали камору на позицію де його замикав фіксований блок. Ударник було зафіксовано над каморою. Він проходив через невеликий отвір і вдаряв по кільцевому капсулю. В спокійному стані камора знаходилася в "нижній" позиції, спусковий гачок відпускав камору і дозволяв пружинам підняти камору догори для пострілу.

## Амуніція
Набій Steyr ACR містив піддон з флешеттами з вуглицевої сталі, які були запаковані в телескопічну упаковку з зарядом який розташовувався навколо піддону. Гільза була циліндричною довжиною 45 мм та 10,4 мм в діаметрі з легкого напівпрозорого пластику з рифленим алюмінієвим кільцем, в задній частині, куди було запресовано запалювальну суміш.
Вага флешетти становила 0,66 г, діаметр - 1,6 мм, довжина 41,25 мм з шорсткою поверхнею щоб піддон та флешетта у польоті трималися разом.
Піддон представляв собою чотири шпинделі зроблений з рідкого кристалічного полімеру, які трималися купи за допомогою пластикового башмака. Загальна вага набою становила 5,1 г, що робило набій легшим від набою 5,56×45 мм НАТО вдвічі.

## Продуктивність
Під час випробувань зброя поводила себе добре, було виявлено лише дві проблеми. Однією була варіативна міцність пластикової гільзи, що впливало на балістику. Це було визнано незначною проблемою, її можна було вирішити використанням більш якісних матеріалів і запровадженням контролю якості. Іншу проблему було вирішити важче: коли піддон вилітав зі стволу, він рухався надто швидко і існувала небезпека ураження власних солдат які були перед стрільцем як напряму так і при рикошеті піддона від землі.

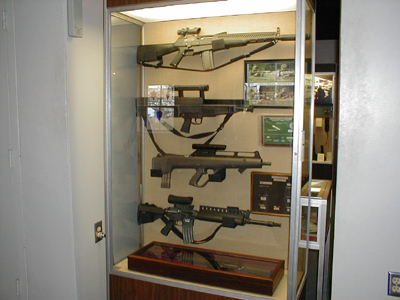
Згори до низу, тестові гвинтівки програми ПШГ від AAI, HK, Steyr та Colt

## Патенти

### Гвинтівка
U.S. Patent 4 739 570

U.S. Patent 4 760 663

U.S. Patent 4 817 496

U.S. Patent 4 930 241

U.S. Patent 4 944 109

U.S. Patent 4 949 493

### Амуніція
U.S. Patent 4 846 068

U.S. Patent 4 848 237

U.S. Patent 4 928 597